# سنية شامخي
سنية شامخي مخرجة أفلام، كاتبة وباحثة تونسية.

## السيرة الشخصية
حصلت سنية شامخي على درجة الدكتوراه في السينما والسمعي البصري والتلفزيون من جامعة بانثيون السوربون، وتدرّس تصميم الصور والممارسة السمعية البصرية في المعهد العالي للفنون الجميلة بتونس. وهي محاضرة في المدرسة العليا للسينما والمسموعيات (تونس).
منذ عام 2003، أخرجت العديد من الروايات والأفلام الوثائقية. حصلت على جوائز أفضل فيلم روائي طويل، الفئة الدولية من FESTICAB (بوروندي، 2016) و FESTILAG (كوت ديفوار، 2018)  عن فيلم نارسيس. تم اختيار أفلامها في العديد من المسابقات الدولية بما في ذلك مهرجان كان السينمائي، أيام قرطاج السينمائية، مهرجان دبي السينمائي الدولي، مهرجان الأفلام الأفريقية والآسيوية والأمريكية اللاتينية في ميلانو، ومهرجان عموم أفريقيا للسينما والتلفزيون في واغادوغو ومهرجان أفلام المرأة .كما تم بثها على قنوات تي في 5 موند، بي بي سي، القناة الثانية (المغرب) والقناة الوطنيّة تونس 2.
باحثة وكاتبة أدبية، كتبت مقالتين عن السينما التونسية بعنوان السّينيما التونسيّة الجديدة: طريق آخر سنة 2002 والسينما التونسية في ظل الحداثة: دراسات نقدية من الأفلام التونسية (1996-2006) سنة 2009، وروايتين، حازت روايتها الأولى على جائزة زبيدة بشير للإبداع النسائي عام 2008 ، وجائزة قمر لأول رواية، والجائزة المشرفة لجائزة نوما للنشر في أفريقيا عام 2009.
هي عضو في برلمان الكتاب الناطقين بالفرنسية.
في 2020 عينت مديرة عامة للمركز الوطني للسينما والصورة.

## أعمالها
- 2002 : عادي أم نسمة وريح مع لسعد الدخيلي، فيلم قصير مدّته 20 دقيقة
- 2003 : دوز بوابة الصحراء مع لسعد الدخيلي، وثائقي مدّته 38 دقيقة
- 2008 : الحدود أو وراء البلايك، فيلم قصير مدّته 26 دقيقة
- 2010 : فن المزود، وثائقي
- 2012 : مسلحون، فيلم وثائقي متوسط الطول، مدّته 52 دقيقة
- 2015 : عزيز روحو، فيلم روائي طويل، مدّته 90 دقيقة[10]

## إصداراتها
- السّينيما التّونسيّة الجديدة (بالفرنسية). Sud Éditions. 2002. p. 238. ISBN:9973-844-15-7..
- Leïla ou la femme de l'aube (بالفرنسية). Elyzad. 2008. p. 192. ISBN:978-9973-58-013-9..
- Le cinéma tunisien à la lumière de la modernité (بالفرنسية). 2009. p. 185. ISBN:978-9973-37-538-4..
- L'Homme du crépuscule (بالفرنسية). Arabesques. 2013. p. 183. ISBN:978-9938-07-007-1..

## روابط خارجية
- سنية شامخي على موقع IMDb (الإنجليزية)
- سنية شامخي على موقع ألو سيني (الفرنسية)